# Dzieci Hioba
Dzieci Hioba – album studyjny Jacka Kaczmarskiego wydany w 1991 roku przez Pomaton. Piosenki zostały napisane w 1989 roku, z wyjątkiem trzech wcześniejszych napisanych w latach 1978-1981 (Wygnanie z raju, Kołysanka dla Kleopatry i tytułowe Dzieci Hioba). Album został zarejestrowany w listopadzie 1989 roku w rozgłośni Radia Wolna Europa w Monachium.

„Dzieci Hioba” to zbiór utworów pisanych w tym samym czasie, ale zajmujących się nie tyle polityką, co ludźmi w niej zatopionymi. Ludźmi zwykłymi, wziętymi z codzienności, lub konkretnymi postaciami z historii literatury.

## Twórcy[1]
- Jacek Kaczmarski – śpiew, gitara

Słowa: Jacek Kaczmarski

Muzyka: Jacek Kaczmarski, oprócz: 16 – Przemysław Gintrowski, 20 – Zbigniew Łapiński

## Lista utworów[1]
Album został podzielony przez Kaczmarskiego na trzy cykle: Pięć głosów z kraju, Podróże Guliwera (cykl nawiązuje do powieści Jonathana Swifta), oraz Trylogia (nawiązuje on do cyklu powieści Henryka Sienkiewicza). Utwory pod wierszem tabeli oznaczonym „–” nie należą do żadnego cyklu.
| #                   | Tytuł                     | Długość |
| ------------------- | ------------------------- | ------- |
| Pięć głosów z kraju |                           |         |
| 1.                  | „Modlitwa”                | 02:08   |
| 2.                  | „Pochwała”                | 01:38   |
| 3.                  | „Lament”                  | 02:12   |
| 4.                  | „Protest”                 | 01:42   |
| 5.                  | „Bieszczady”              | 02:34   |
| Podróże Guliwera    |                           |         |
| 6.                  | „Liliput”                 | 03:25   |
| 7.                  | „Brobdingnag”             | 02:14   |
| 8.                  | „Laputa”                  | 03:01   |
| 9.                  | „Huynhynn”                | 04:54   |
| –                   |                           |         |
| 10.                 | „Ci wszyscy ludzie”       | 03:50   |
| 11.                 | „Japońska rycina”         | 03:18   |
| Trylogia            |                           |         |
| 12.                 | „Pan Podbipięta”          | 03:52   |
| 13.                 | „Pan Kmicic”              | 04:10   |
| 14.                 | „Pan Wołodyjowski”        | 03:05   |
| –                   |                           |         |
| 15.                 | „Wygnanie z raju”         | 03:00   |
| 16.                 | „Kołysanka dla Kleopatry” | 03:10   |
| 17.                 | „Sara”                    | 01:44   |
| 18.                 | „Odnosimy się…”           | 01:35   |
| 19.                 | „Światło”                 | 01:25   |
| 20.                 | „Dzieci Hioba”            | 03:19   |

## Wydania[1]
- 1991 – Pomaton (kaseta, nr kat. POM 002)
- 2002 – Płyta wydana w albumie dwupłytowym (wraz z płytą Kosmopolak) przez Pomaton EMI (CD, nr kat. 5414822)
- 2004 – Album włączony do Syna marnotrawnego – zestawu 22 płyt wydanego przez Pomaton EMI
- 2007 – Włączony do Arki Noego – zestawu 37 płyt wydanego przez Pomaton EMI
- 2010 – Płyta wydana w ramach czteropłytowego zestawu Kolekcja 20-lecia Pomatonu przez Warner Music Poland (nr kat. 65899700)